# مهند قاسم
مهند قاسم (زادهٔ ۱۲ ژوئن ۱۹۸۰) یک داور فوتبال اهل کشور عراق است. وی در سال ۲۰۱۱ وارد لیست بین‌المللی فیفا شده و همچنین در لیگ قهرمانان آسیا قضاوت کرده‌است.